# Reghiu
Reghiu è un comune della Romania di 2 507 abitanti, ubicato nel distretto di Vrancea, nella regione storica della Moldavia. 
Il comune è formato dall'unione di 8 villaggi: Farcaș, Jgheaburi, Piscu Reghiului, Răiuți, Reghiu, Șindrilari, Ursoaia, Valea Milcovului.